# Bessemer (Pensilvania)
Bessemer es un borough ubicado en el condado de Lawrence en el estado estadounidense de Pensilvania. En el año 2000 tenía una población de 1,172 habitantes y una densidad poblacional de 271 personas por km².

## Geografía
Bessemer se encuentra ubicado en las coordenadas 40°58′26″N 80°29′15″O / 40.97389, -80.48750.

## Demografía
Según la Oficina del Censo en 2000 los ingresos medios por hogar en la localidad eran de $30,781 y los ingresos medios por familia eran $35,250. Los hombres tenían unos ingresos medios de $32,024 frente a los $20,069 para las mujeres. La renta per cápita para la localidad era de $15,677. Alrededor del 10% de la población estaba por debajo del umbral de pobreza.